# Jonathan Cape
Jonathan Cape est une société d'édition londonienne fondée en 1921 par Herbert Jonathan Cape (1879–1960), qui était à la tête de l'entreprise jusqu'à sa mort.
Cape et son associé commercial Wren Howard (1893–1968) ont créé la maison d'édition en 1921. Ils ont établi une réputation de design et de production de haute qualité ainsi qu'une belle liste d'auteurs anglophones, encouragée par l'éditeur de la société et le lecteur Edward Garnett. La liste des auteurs de Cape allait des poètes tels que Robert Frost et C. Day Lewis, aux auteurs pour enfants tels que Roald Dahl, Hugh Lofting et Arthur Ransome, aux romans de James Bond par Ian Fleming, en passant par la fiction sérieuse de James Joyce et T. E. Lawrence.
Après la mort de Cape, la société a fusionné successivement avec trois autres maisons d'édition londoniennes. En 1987, elle a été rachetée par Random House. Son nom continue en tant que l'une des marques britanniques de Random House.

## Cape – Biographie

### Jeunesse
Herbert Jonathan Cape est né à Londres le 15 novembre 1879, le cadet des sept enfants de Jonathan Cape, un employé originaire de Ireby dans ce qui est aujourd'hui le Cumbria, et de son épouse Caroline, née Page,. Il a reçu une éducation de base et, dans sa jeunesse, il a été engagé comme garçon de courses par la librairie Hatchards (en) à Piccadilly.
Quatre ans plus tard, en 1899, Cape a rejoint le bureau londonien des éditeurs américains Harper and Brothers, où il a travaillé successivement comme employé, homme à tout faire et représentant, d'abord en province puis à Londres,. En 1904, il rejoint la maison d'édition Duckworth en tant que voyageur à Londres, et à partir de 1911 en tant que directeur. En 1914, au déclenchement de la Première Guerre mondiale, il a pris la charge exclusive de l'entreprise lorsque le propriétaire, Gerald Duckworth, était absent pour ses devoirs de guerre. En 1915, Duckworth est revenu. En décembre de cette année-là, Cape s'est engagé dans l'armée, servant pendant le reste de la guerre.
Cape est retourné chez Duckworth en 1918. En 1920, il a été nommé directeur de la Medici Society, surtout connue pour la publication d'estampes de peintures mais avec une petite liste de livres. Pendant son mandat, il rencontra George Wren Howard, de 14 ans son cadet, qui apprenait le métier de l'édition à la Medici Society. Le biographe de Cape (et parfois son associé junior) Rupert Hart-Davis écrit : Cape a rapidement constaté que Howard avait un excellent sens du design dans la production de livres, ainsi qu'une bonne tête pour les affaires ; les deux sont devenus amis et alliés. Après quelques mois, ils ont décidé qu'il n'y avait pas d'avenir pour eux là où ils étaient, et qu'il valait mieux qu'ils créent leur propre entreprise.

### Éditeur indépendant
Howard a pu lever des fonds auprès de sa famille. Cape, n'ayant pas cette option, a financé sa part du capital de départ en vendant des réimpressions bon marché en livre de poche de romans d'Elinor Glyn. Duckworth détenait les droits sur ses livres, mais ne souhaitait pas publier des éditions à bas prix ; Cape a négocié les droits au début de 1920 et a réussi à publier les livres de poche sous l'étiquette Page & Co. Avec juste assez de capital de départ, la firme Jonathan Cape a commencé à commercer le 1er janvier 1921 au 11 Gower Street, à Bloomsbury.
Cape et Howard ont recruté Edward Garnett en tant qu'éditeur et lecteur. Garnett, décrit par The Times comme "le prince des lecteurs d'éditeurs", est resté avec la firme jusqu'à sa mort en 1937. Chacun des trois principaux membres a apporté sa contribution à la réussite de la firme : Cape avait de l'expérience dans l'édition ; Howard assurait un design et une production de haute qualité ; et Garnett avait la liberté de promouvoir les talents et de constituer une belle liste d'auteurs. Hart-Davis attribue au jugement littéraire de Garnett et à la production de Howard l'obtention par la firme d'une "réputation exceptionnelle de qualité au cours des deux décennies suivantes".
La première publication de la firme a été largement considérée comme un pari : Cape a publié une nouvelle édition en deux volumes, au prix élevé de neuf guinées, des Travels in Arabia Deserta de C. M. Doughty. Le livre, initialement publié en 1888 sans succès, était épuisé depuis 30 ans. L'édition de Cape s'est rapidement vendue et a dû être réimprimée à plusieurs reprises. Parmi ceux qui l'ont admirée se trouvait T. E. Lawrence, qui est devenu ami avec Cape et a écrit une introduction pour l'édition en un seul volume du livre en 1926. Jonathan Cape Ltd est devenu l'éditeur de Lawrence, publiant Revolt in the Desert (1927), Seven Pillars of Wisdom (1935) et The Mint (1955).
En 1922, Cape a repris la petite maison d'édition A. C. Fifield, acquérant les droits d'œuvres d'auteurs tels que H. G. Wells, W. H. Davies, Sidney Webb et Samuel Butler. Cape a été l'un des premiers éditeurs britanniques à rechercher des auteurs américains. Hart-Davis note que la firme a recruté trois futurs lauréats du Nobel Prize – Sinclair Lewis, Ernest Hemingway et Eugene O'Neill – ainsi que de nombreux autres écrivains américains, dont H. L. Mencken, Robert Frost et Margaret Mead. Les auteurs britanniques et européens publiés par Cape comprenaient H. E. Bates, Peter Fleming, Robert Graves, Christopher Isherwood, James Joyce, Malcolm Lowry, André Maurois, Douglas Reed, et Henry Williamson. Les best-sellers de la firme comprenaient les aventures d'Arthur Ransome, les histoires du Doctor Dolittle de Hugh Lofting et, surtout, la série James Bond de Ian Fleming, la plus rentable de toutes.
En 1929, Cape a ouvert une maison d'édition américaine, d'abord en partenariat avec Harrison Smith, puis avec Robert Ballou. La firme n'a pas connu le succès et a fait faillite en 1932.

### Mariage et famille

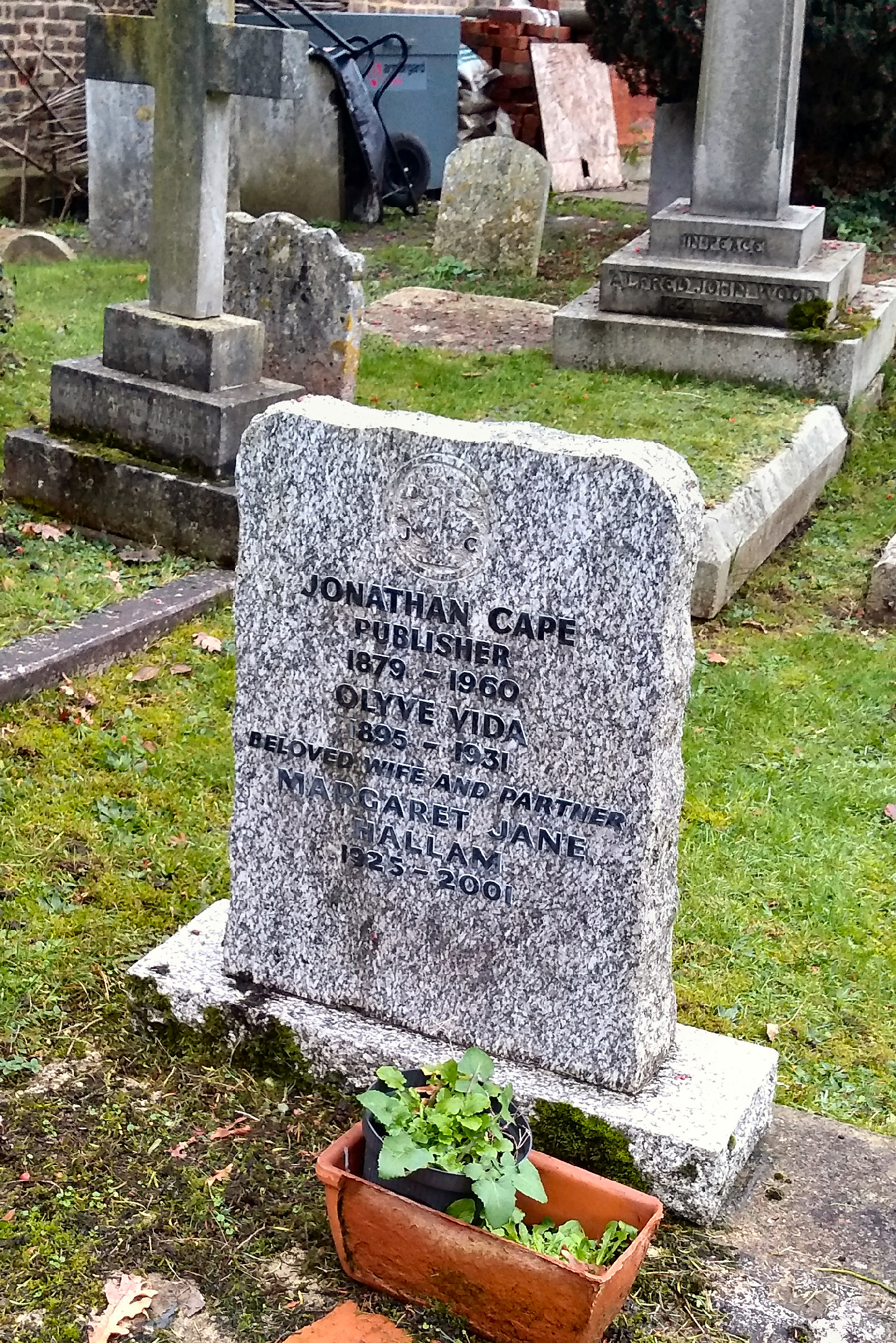
Tombe de Jonathan Cape à l'Église Saint-Pierre de Petersham

Cape s'est marié trois fois et a été veuf trois fois. En 1907, il épousa Edith Louisa Creak, avec qui il eut deux filles. Edith Cape décéda en 1919. En 1927, Cape épousa Olyve Vida James, avec qui il eut un fils et une fille ; Olyve Cape décéda en 1931. En 1941, il épousa Kathleen Mary Webb, avec qui il eut un fils ; Kathleen Cape décéda en 1953.
Cape a subi deux accidents vasculaires cérébraux en 1954, qui ont altéré son discours, mais il a lutté pour retrouver sa santé. Il dirigeait toujours l'entreprise lorsqu'il a célébré son 80e anniversaire en novembre 1959. Il est décédé soudainement dans son appartement londonien le 10 février 1960. Il a été inhumé à l'église St Peter's Church, Petersham.

## La firme après Cape
À partir de 1960, la maison d'édition a été dirigée par Tom Maschler pendant plus de trois décennies. Au fur et à mesure que les années 1960 avançaient, la firme a réussi à attirer et à publier des auteurs représentatifs de l'époque, notamment le Beatle John Lennon, et l'ancien "jeune homme en colère" Kingsley Amis. Cape a également signé Len Deighton, dont la série de romans d'espionnage était une alternative réaliste aux aventures fantaisistes de James Bond. Dans les années 1970, Cape a publié des auteurs populaires dans de nombreux genres, dont les romanciers J. G. Ballard et Salman Rushdie, ainsi que l'écrivain pour enfants Roald Dahl. L'un de leurs artistes indépendants pour les couvertures était Bill Botten.
Une fusion défensive avec Chatto and Windus a été réalisée en 1969 et The Bodley Head et Virago Press ont été ajoutés au groupe. En 1987, Cape a été racheté et est devenu une marque de Random House,.
En 2019, Jonathan Cape est une marque de Vintage Publishing UK.

## Collections de livres
- Academy Books[13]
- Cape Editions
- Cape Paperbacks[14]
- Flexibles
- Florin Books[15]
- Life and Letters Series[16]
- The New Library
- Novels of To-day
- Odyssey Library[17]
- Saint Giles Library
- The Travellers' Guides[18]
- The Travellers' Library[19]

## Personnalités liées
- Jos Bhuiyan (1973-), écrivain et auteur de bande dessinée britannique.